# Leptotyphlops parkeri
Leptotyphlops parkeri este o specie de șerpi din genul Leptotyphlops, familia Leptotyphlopidae, descrisă de Broadley 1999. Conform Catalogue of Life specia Leptotyphlops parkeri nu are subspecii cunoscute.